# Episodi di The Studio
La prima stagione della serie televisiva The Studio è stata distribuita sul servizio Apple TV+ dal 26 marzo al 21 maggio 2025 in tutti i paesi in cui è disponibile il servizio.
| n° | Titolo originale         | Titolo in italiano    | Pubblicazione originale | Pubblicazione Italia |
| -- | ------------------------ | --------------------- | ----------------------- | -------------------- |
| 1  | The Promotion            | La promozione         | 26 marzo 2025           | 26 marzo 2025        |
| 2  | The Oner                 | Il piano sequenza     | 26 marzo 2025           | 26 marzo 2025        |
| 3  | The Note                 | La nota               | 2 aprile 2025           | 2 aprile 2025        |
| 4  | The Missing Reel         | La bobina scomparsa   | 9 aprile 2025           | 9 aprile 2025        |
| 5  | The War                  | La guerra             | 16 aprile 2025          | 16 aprile 2025       |
| 6  | The Pediatric Oncologist | L'oncologo pediatrico | 23 aprile 2025          | 23 aprile 2025       |
| 7  | Casting                  | Casting               | 30 aprile 2025          | 30 aprile 2025       |
| 8  | The Golden Globes        | I Golden Globe        | 7 maggio 2025           | 7 maggio 2025        |
| 9  | CinemaCon                | CinemaCon             | 14 maggio 2025          | 14 maggio 2025       |
| 10 | The Presentation         | La presentazione      | 21 maggio 2025          | 21 maggio 2025       |

## La promozione
- Titolo originale: The Promotion
- Diretto da: Seth Rogen, Evan Goldberg
- Scritto da: Seth Rogen, Evan Goldberg, Peter Huyck, Alex Gregory, Frida Perez

### Trama
Matt Remick è un dirigente di studio dei Continental Studios che crede ancora nell'integrità artistica in un settore sempre più basato sulla proprietà intellettuale. Ottiene una promozione a lungo attesa a capo dello studio dopo che la sua mentore, Patty Leigh, viene licenziata per volere del nuovo CEO Griffin Mill. Griffin gli offre il lavoro a condizione che dia il via libera a un film basato sull'omino del Kool-Aid, quindi Matt accetta con riluttanza. Pensando che la strada migliore sia quella di ingaggiare un buon regista, sceglie Nicholas Stoller. Matt scopre poi che Martin Scorsese ha scritto una sceneggiatura sul massacro di Jonestown e decide di usarla come film sul Kool-Aid. Tuttavia, l'idea di Matt incontra le resistenze del collega dirigente Sal Saperstein e della responsabile marketing Maya Mason, quindi sceglie di seguire l'idea di Stoller dopo un incontro con Griffin, sostenendo che abbia acquistato la sceneggiatura di Scorsese per bocciare il suo progetto. Per riassumere Stoller, Matt fa visita a Patty, che accetta dopo aver negoziato un lucroso accordo per produrre i propri film. A una festa organizzata da Charlize Theron, Matt e Sal danno la notizia a Scorsese che il suo progetto, destinato a essere il suo ultimo film, non verrà mai realizzato; Scorsese, disprezzato, rimprovera Matt e scoppia in lacrime, e Theron caccia di casa Matt e Sal.

## Il piano sequenza
- Titolo originale: The Oner
- Diretto da: Seth Rogen, Evan Goldberg
- Scritto da: Peter Huyck

### Trama
Matt e Sal si dirigono sul set di The Silver Lake, un film drammatico romantico diretto da Sarah Polley e interpretato da Greta Lee, sperando di vederli girare un'inquadratura al tramonto, che può essere girata solo quel giorno per motivi di tempo. Entrambi i registi vogliono qualcosa da Matt: Polley ha bisogno di soldi per far suonare "You Can't Always Get What You Want" sulla scena, e Lee vuole usare uno dei jet privati dello studio durante il tour promozionale. Patty e Sal cercano di far uscire Matt dal set, temendo che possa ostacolare il cast e la troupe. Polley, desiderosa di compiacere Matt, acconsente a una delle sue proposte per la scena, il che fa perdere tempo prezioso alla troupe e rovina la prima ripresa. Matt rovina ulteriormente altre riprese parlando a voce troppo alta mentre si trova al villaggio video, comparendo accidentalmente inquadrato e rimanendo ferito. Una ripresa apparentemente perfetta viene rovinata quando Lee non può uscire dal vialetto del set perché l'auto di Matt è parcheggiata davanti alla sua; Polley lo espelle prontamente dal set. Matt e Sal partono al calar della notte e ricevono un messaggio in cui la troupe non è riuscita a scattare la foto.

## La nota
- Titolo originale: The Note
- Diretto da: Seth Rogen, Evan Goldberg
- Scritto da: Seth Rogen, Evan Goldberg

### Trama
L'entusiasmo del team per l'anteprima del nuovo film di Ron Howard, Alphabet City, si affievolisce a causa di una tortuosa sequenza finale in un motel, che tutti concordano debba essere tagliata. L'arrivo anticipato di Howard in studio per una riunione di marketing offre a Matt l'opportunità di consegnare il messaggio, ma Matt è riluttante a farlo a causa di un'esperienza traumatica, quando ha offerto un feedback per A Beautiful Mind, che ha portato Howard a prenderlo in giro. La rivelazione di Patty che la sequenza nel motel è un omaggio al defunto cugino di Howard complica le cose, con Quinn, Sal e in seguito Anthony Mackie (protagonista e produttore del film) che non lo dicono a Howard. Maya informa il team che mantenere la lunghezza del film invariata ridurrà il numero di proiezioni e gli incassi. Durante la riunione, Maya dice che Matt ha un feedback, spingendo Howard a tirare in ballo la storia di A Beautiful Mind. Un Matt umiliato si scaglia contro Howard per la natura noiosa della sequenza nel motel, al che Howard risponde aggressivamente. Più tardi quella notte, Matt riceve una telefonata da Howard, che si scusa e accetta di tagliare la sequenza, minacciando però di distruggere Matt se mai dovesse tradirlo di nuovo.

## La bobina scomparsa
- Titolo originale: The Missing Reel
- Diretto da: Seth Rogen, Evan Goldberg
- Scritto da: Peter Huyck

### Trama
Il sostegno di Matt al cinema lo costringe ad annullare la festa di fine riprese del film poliziesco neo-noir di Olivia Wilde, dopo che il budget è sforato. Dopo che una bobina contenente una sequenza costosa viene presumibilmente rubata, Matt e Sal si affrettano a recuperarla per evitare di dover girare di nuovo. Sospettano dell'attore protagonista Zac Efron e trovano una busta di soldi nella sua roulotte indirizzata alla costumista Evelyn, che la recupera e la scambia con un uomo con un tatuaggio sul polso in cambio di una scatola. Evelyn si dirige allo Chateau Marmont, dove Efron arriva poco dopo per un evento a cui si accedeva solo su invito. Sal se ne va, ma Matt lo vede tornare. Matt si intrufola e scopre che Efron sta organizzando una festa di fine riprese segreta e scopre che la scatola di Evelyn contiene solo cappelli fatti su misura per la troupe. Matt e Sal si riconciliano e notano delle comparse con il finto tatuaggio sul polso, che anche Wilde aveva dopo aver girato un cameo. Dopo che Efron rivela a Wilde di non essere soddisfatta della scena sulla bobina mancante, Matt e Sal deducono che sia stata lei a rubargliela. La affrontano vicino all'insegna di Hollywood, dove sta girando delle scene d'approccio, e lei confessa di averla rubata per costringerla a girare di nuovo. Dopo un inseguimento, Wilde distrugge la bobina lasciandola rotolare giù per una collina. Matt è costretto a vendere la sua auto a Efron per pagare le riprese aggiuntive.

## La guerra
- Titolo originale: The War
- Diretto da: Seth Rogen, Evan Goldberg
- Scritto da: Frida Perez

### Trama
Sal sta cercando di convincere il regista di Smile, Parker Finn, a dirigere un film slasher intitolato Wink, mentre Quinn vuole coinvolgere Owen Kline per un suo progetto simile. Matt opta per Wink ma accetta di incontrare entrambi i registi. Sentendosi mancato di rispetto da Sal, Quinn cancella l'incontro programmato di Finn dal computer dell'assistente di Matt, facendo sì che Matt lo perda per un altro incontro con Chris Hemsworth. Per rappresaglia, Sal interrompe l'incontro di Kline e lo spaventa con la prospettiva della pressione dello studio. Quinn reagisce rubando il golf cart dell'assistente di Sal, Daniel, per bloccare il parcheggio riservato a Sal, causando una serie di incidenti che rovinano l'abito di Sal e gli fanno perdere un incontro riprogrammato con Finn. Sal insegue Quinn e le lancia il suo burrito, colpendo inavvertitamente un assistente alla regia alla guida di un golf cart, che si schianta e distrugge il set della miniserie Netflix Waterloo. Quando le risorse umane indagano sull'incidente, Quinn intravede l'opportunità di far licenziare Sal e di rubargli il lavoro. Temendo che gli possa distruggere la vita, Sal piange; Quinn cede, accettando di assecondare la sua storia di copertura per l'indagine se le concederà il suo parcheggio e la aiuterà a realizzare i suoi film. Dopo essersi riconciliati, si incontrano per discutere dei registi per Wink.

## L'oncologo pediatrico
- Titolo originale: The Pediatric Oncologist
- Diretto da: Seth Rogen, Evan Goldberg
- Scritto da: Alex Gregory

### Trama
Matt accompagna la sua nuova fidanzata, Sarah, oncologa pediatrica, all'Ebell per una raccolta fondi del Cedars-Sinai Medical Center a favore dei bambini malati di cancro. Rimane costernato dall'atteggiamento sprezzante di Sarah e dei suoi colleghi nei confronti del cinema e del suo lavoro, in particolare di Duhpocalypse!, la satira di prossima uscita della Continental, diretta da Spike Jonze, con Johnny Knoxville e Josh Hutcherson e caratterizzata da un umorismo scatologico. In un gioco di potere durante l'asta di beneficenza, Matt supera l'offerta degli amici di Sarah, che speravano di vincere una vacanza di golf al Royal County Down Golf Club con Scottie Scheffler, a cui Matt non è interessato, facendo arrabbiare Sarah. Matt si scusa e si offre di regalare loro il premio se concorderanno sul fatto che i film sono importanti quanto la medicina. Rifiutano, e un Matt agitato inciampa mentre controlla il montaggio del trailer di Duhpocalypse! sul suo telefono, rompendosi il mignolo destro e svenendo prima di essere caricato su un'ambulanza senza Sarah. Mentre è a casa per riprendersi, Matt incontra l'agente di Knoxville, Leigh, che è più esperto di cinema ma meno entusiasta di lui.

## Casting
- Titolo originale: Casting
- Diretto da: Seth Rogen, Evan Goldberg
- Scritto da: Alex Gregory

### Trama
Preoccupati che affidare a Ice Cube la voce dell'omino del Kool-Aid possa alimentare gli stereotipi sugli afroamericani, il team chiede un parere. Quinn afferma che non è un problema, dato che il Kool-Aid è più una bevanda per poveri; Tyler afferma che non avere un uomo di colore come l'omino del Kool-Aid è razzista; e Ziwe e Lil Rel Howery affermano che sarebbe razzista se la signora Kool non fosse doppiata anche da una donna di colore, il che ha portato Regina King a sostituire Sandra Oh nel cast. Poiché questo rende il cast live action interamente bianco, Don Cheadle e Keke Palmer sostituiscono Josh Duhamel e Jessica Biel. Gli sceneggiatori Dev e Sandra si dimettono, ritenendo che gli autori neri dovrebbero rielaborare la sceneggiatura per il cast ora composto interamente da neri. Stoller decide di riscrivere e ingaggiare una società di animazione basata sull'intelligenza artificiale per garantire che il film rispetti il budget e le scadenze. Un ulteriore dibattito sulla rappresentazione spinge Matt a consultare Ice Cube, che non vede alcun problema. L'annuncio del film Kool-Aid al Comic-Con di Anaheim viene accolto con entusiasmo, finché un membro del pubblico non chiede dell'uso dell'animazione tramite intelligenza artificiale. Stoller scappa via per evitare di rispondere e Ice Cube se ne va disgustato, lasciando Matt da solo ad affrontare i fischi del pubblico.

## I Golden Globe
- Titolo originale: The Golden Globes
- Diretto da: Seth Rogen, Evan Goldberg
- Scritto da: Alex Gregory

### Trama
Ai Golden Globe Awards, Matt teme di non essere ringraziato dalla regista Zöe Kravitz per aver dato il via libera al suo film candidato a Patty, Open, prodotto da Patty, nonostante sembri indecisa sulla possibilità di vincere. Matt diventa insicuro perché altri dirigenti di studio, come Ted Sarandos, vengono ringraziati; anche Sal diventa la star dello show dopo che Adam Scott lo ringrazia per averlo lasciato dormire sul suo divano 20 anni prima, trasformandosi in una battuta ricorrente per tutta la serata grazie alle battute del presentatore Ramy Youssef e ai discorsi di Quinta Brunson, Jean Smart e Aaron Sorkin. Matt cerca di convincere l'operatrice del gobbo ad aggiungere il suo nome al discorso di ringraziamento di Kravitz, ma lei lo scopre, rivelando di fare sul serio con la vittoria e di non voler cambiare il suo discorso ben preparato per Matt, nonostante lui la supplichi di impressionare sua madre. Quando Open vince, Kravitz ringrazia Patty e Sal, ma il microfono si interrompe mentre ringrazia Matt, rendendolo inudibile. Nonostante l'atmosfera post-spettacolo sia festosa, dato che Kravitz e il suo agente Mitch Weitz hanno finalmente accettato di girare il suo prossimo film, Blackwing, al Continental, Matt sale sulla sua limousine e torna a casa demoralizzato.

## CinemaCon
- Titolo originale: CinemaCon
- Diretto da: Seth Rogen, Evan Goldberg
- Scritto da: Alex Gregory

### Trama
Mentre si prepara a Las Vegas per la presentazione dei prossimi film della Continental al CinemaCon, Griffin è distratto dalla potenziale vendita dello studio ad Amazon, che porterebbe a enormi cambiamenti e licenziamenti. Matt lo convince che una presentazione convincente impedirà la vendita. Alla festa pre-evento nella suite d'albergo di Matt, l'ubriachezza dell'ottantaduenne Griffin con Dave Franco preoccupa la squadra, che, a parte Patty sobria, è anche fatta di potenti cioccolatini ai funghi e altre droghe. L'arrivo di Zöe Kravitz blocca il tentativo di Matt di porre fine alla festa per fermare Griffin, e devono prendersi cura di lei dopo che lei ha ingerito i funghi senza saperlo. Quando Griffin scompare, lo cercano mentre vaga per il casinò al piano inferiore, trovandolo infine fuori, vicino al canale. Mentre discutono se annullare il discorso di Griffin, questi cade su una gondola e torna al Venetian, dove scende e viene trovato da Patty, il cui risentimento persistente per il licenziamento di Griffin è innescato dalla sua maleducazione. Prende in prestito un telefono per chiamare anonimamente il giornalista Matt Belloni.

## La presentazione
- Titolo originale: The Presentation
- Diretto da: Seth Rogen, Evan Goldberg
- Scritto da: Seth Rogen, Evan Goldberg, Peter Huyck, Alex Gregory, Frida Perez

### Trama
Mentre Griffin si diverte e sviene sulla fontana veneziana, Patty cambia idea quando la squadra la informa della potenziale acquisizione di Continental da parte di Amazon. Con l'imminente inizio del CinemaCon, travestono Griffin per farlo passare di nascosto in stile Weekend con il morto, superando Matt Belloni, e si preparano nella suite insieme a Zöe Kravitz. Sebbene la maggior parte di loro sia ancora sotto l'effetto dei funghi, la presentazione inizia con Dave Franco che parla nei panni del suo personaggio di Alphabet City, mascherando il suo stato di sanguinamento dovuto al pestaggio subito al casinò. Patty guadagna tempo con il suo discorso su Silver Lake, mentre la squadra convince l'agente di Kravitz, Mitch, e la sua addetta stampa, Gabby, a lasciarla presentare Blackwing, che lei inchioda prima di urinarsi addosso nel backstage. Mentre Nicholas Stoller presenta The Kool-Aid Movie, Griffin non è ancora in forma per il suo discorso, quindi Matt si rivolge al pubblico mentre Maya prepara Griffin. Matt fa uscire la squadra per rendere loro omaggio, poi presenta Griffin che scende sul palco tramite cavi. Quando Griffin non riesce a dire altro che "cinema", Matt trasforma la frase in un coro di incoraggiamento con il pubblico mentre la squadra, incluso Griffin che balla sospeso tra i fili, conclude trionfalmente la presentazione.